# Potres ob Kamčatki (2025)
Potres ob Kamčatki je bil močan tektonski potres, ki se je zgodil 30. julija 2025 ob 11.24 po lokalnem času pred ruskim polotokom Kamčatka 119 km jugovzhodno od obalnega mesta Petropavlovsk-Kamčatski. Potresu je sledil manjši cunami v velikosti enega metra ali manj v večini prizadetih območjih. Z magnitudo 8,8 velja za najmočnejši potres po potresu v Tohokoju leta 2011 in skupaj s potresom leta 1906 v Ekvadorju in Kolumbiji ter s potresom leta 2010 v Čilu zaseda šesto mesto med najmočnejšimi potresi, kar so jih kdaj zabeležili seizmometri. Potres je povzročil sorazmerno majhno škodo z nekaj poškodbami v Kamčatskem okraju in Sahalinski oblasti.

## Potres
Po podatkih Geološke službe Združenih držav (USGS) se je potres z momentno magnitudo 8,8 (Mww ) zgodil 29. julija ob 23:24:50 UTC. Njegov epicenter je bil ob pacifiški obali polotoka Kamčatka, približno 136 km jugovzhodno od Petropavlovska-Kamčatskega, hipocenter pa je bil na relativno plitvi globini 35 km. Nacionalni inštitut za geofiziko in vulkanologijo ter Geoscience Australia sta magnitudo potresa ocenila na Mw 8,6.
20. julija je bil približno 60 km jugovzhodno od glavnega potresnega sunka 29. junija zabeležen predpotresni sunek z magnitudo Mw 7,4. Sledilo je več kot 50 popotresnih sunkov, vključno s sunkom z magnitudo Mw 6,9 dne 30. julija ob 00.09 UTC.
UGSC je sporočil, da je potres nastal kot posledica plitvega reverznega preloma na stičišču subdukcijske cone. Ocenili so, da je območje, kjer je prišlo do premika na stičišču, veliko 390 km x 140 km. Domneva se, da se je prelom zgodil v potresni vrzeli med prelomi, ki so nastali med potresoma leta 1923 in 1952. Model končnih prelomov, ki ga je objavil USGS, je pokazal zdrs na približno 600 km x 200 km dolgem odseku subdukcijske cone. Večina preloma se je raztezala 500 km proti jugozahodu vzdolž subdukcijske cone od epicentra do Kurilskih otokov. Večina zdrsa se je zgodila blizu jarka in jugozahodno od epicentra v eliptični zaplati z zdrsom 7–10 m in vrhuncem pri 10,533 m. Observatorij GEOSCOPE je ocenil, da je potres pretrgal subdukcijsko cono za več kot 180 sekund. USGS je ocenil, da je potres trajal približno 230 sekund.
Na Japonskem je bil potres na Hokaidu moč čutiti z intenzivnostjo 2 po lestvici Šindo.

## Cunami
Za celotno pacifiško regijo je bilo izdano opozorilo pred cunamijem. V delih Kamčatke so valovi cunamija dosegli višino do 5 metrov. V pristaniškem mestu Severo-Kurilsk je prišlo do poplav, cunami pa je poškodoval stavbe na severnih Kurilskih otokih. Na severu Japonske so zabeležili valove do višine 1,3 metra. Več kot dva milijona ljudi v 229 skupnostih na Japonskem je prejelo ukaz o evakuaciji. Na Midwayskih otokih so zabeležili valove do višine 1,8 metra, na Havajih pa valove do višine 1,7 metra, kjer so prebivalcem svetovali, naj se izogibajo obali. Na pacifiški obali Kalifornije je cunami ponekod dosegel višino valov okoli enega metra, na Aleutskih otokih, ki pripadajo Aljaski, pa okoli 40 centimetrov. Opozorila pred cunamijem so bila izdana tudi v državah Severne in Južne Amerike. V Peruju so previdnostno zaprli 65 od 121 morskih pristanišč. V Čilu so evakuirali približno 1,4 milijona ljudi, vendar so valovi tam dosegli višino le 60 centimetrov.